# 朮虎筠寿
朮虎筠寿（1171年—1221年）字坚夫，初名云寿，章宗赐名筠寿。金代抚州人（今张北县），朮虎氏。官至龙虎卫上将军，封金源郡侯。卫绍王至宁元年，筠寿在尚书右丞完颜纲部下为参谋，抵御蒙古。后因与完颜纲意见不合而被调往驻兵缙山（今延庆）的朮虎高琪处。宣宗贞祐二年，扈从南渡汴京。贞祐四年（1216）奉命驻守虎牢关，是周遭一带唯一能固守的将领。时金国兵源质量极低，多为盗贼出身，在本国境内也实行劫掠，筠寿将其中猖狂者三人斩首，军中肃然。兴定三年（1219）以寡兵大破西夏。不久遭庆阳总管诬陷，赖宰相把胡鲁保全，免官。五年七月十一日薨，享年五十一岁。

## 延伸阅读
[在维基数据编辑]
 《金史·卷100》，出自脱脱《遼史》